# Stetoskop

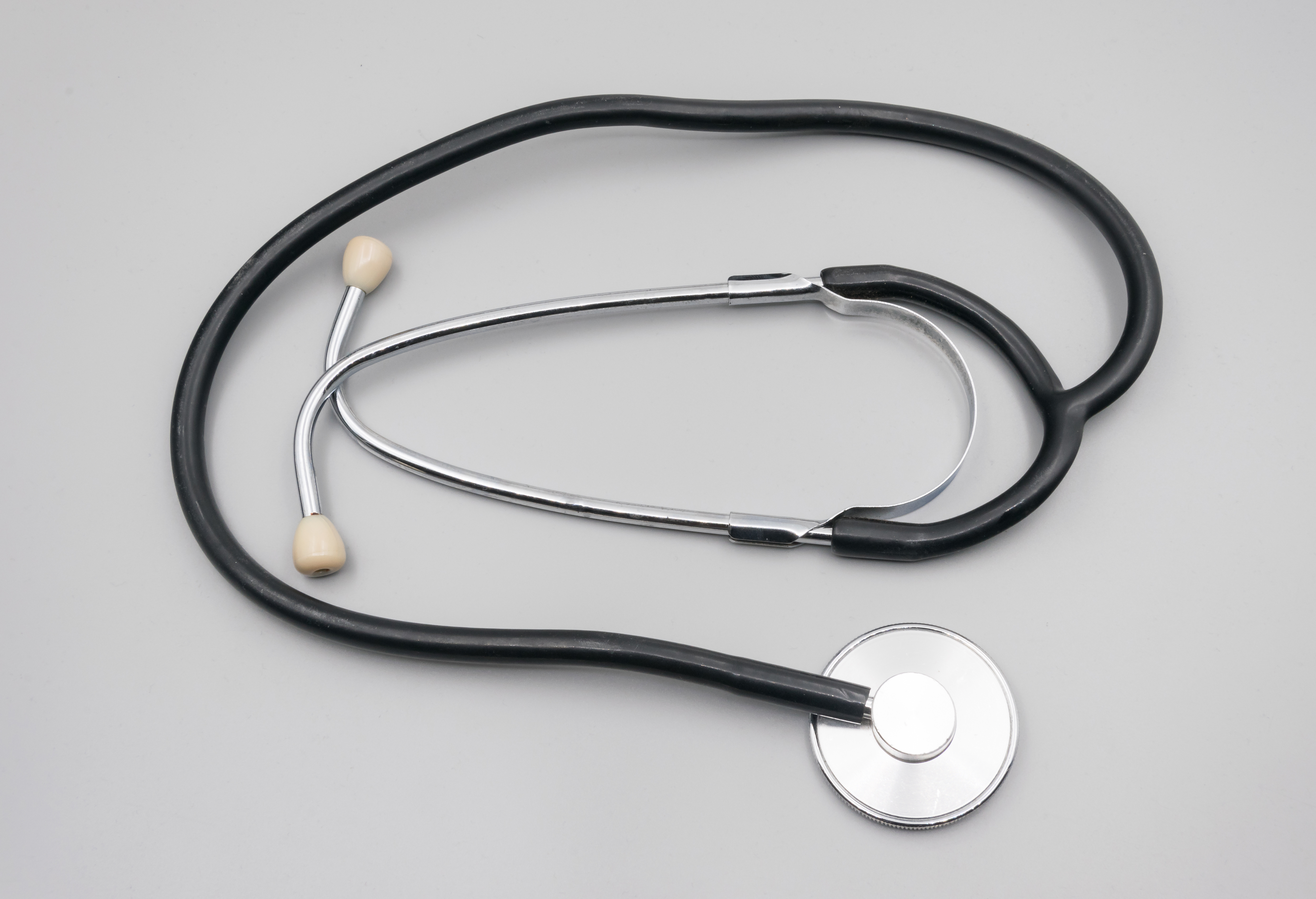
Typowy stetoskop

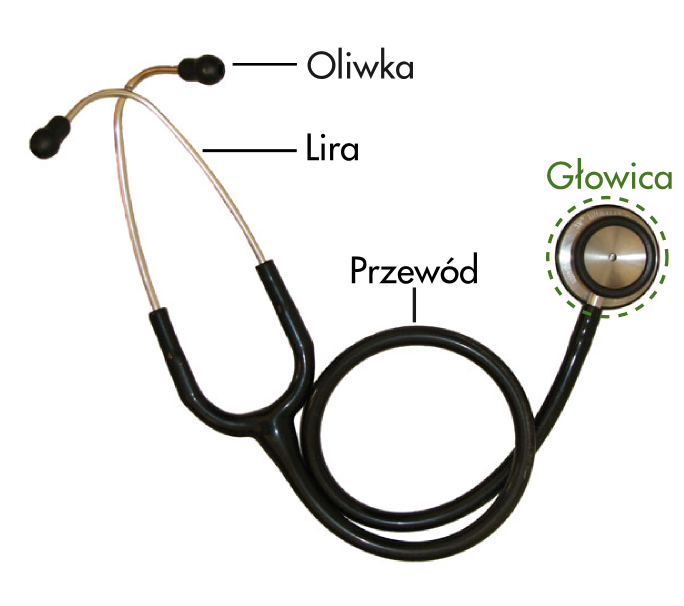
Budowa stetoskopu

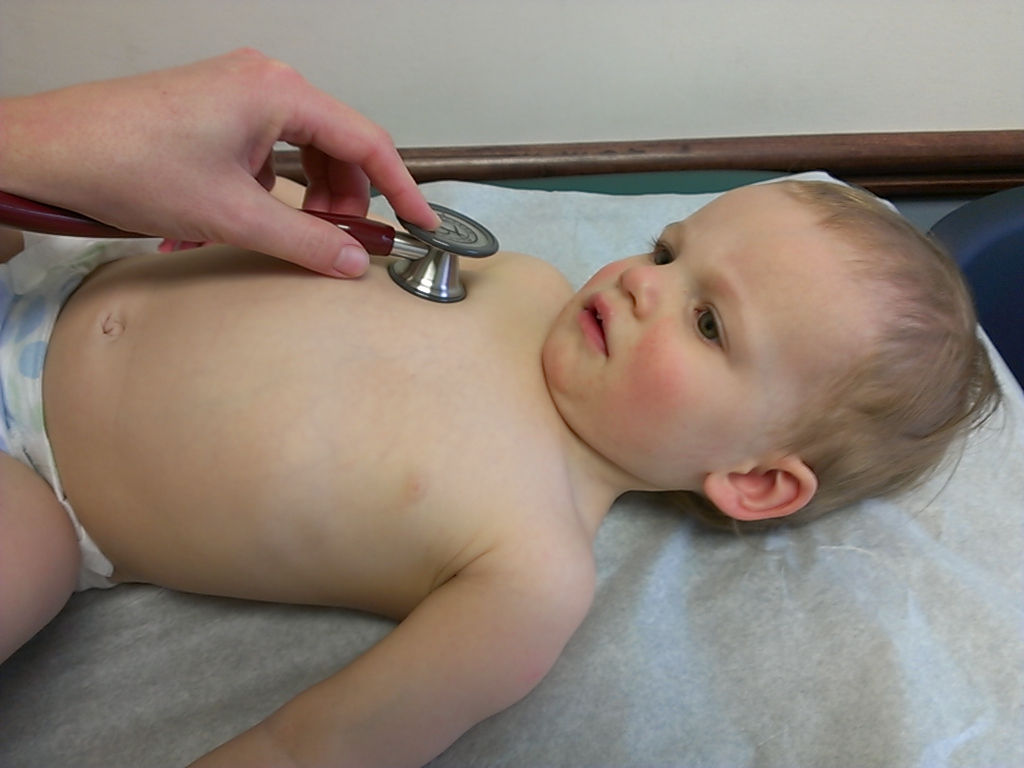
Przykład użycia stetoskopu podczas badania 15-miesięcznego dziecka.

Stetoskop (z gr. στήθος, stēthos – „pierś” i σκοπή, skopé – „obserwacja, ogląd”), inna nazwa to fonendoskop – przyrząd diagnostyczny stosowany w medycynie, służący do osłuchiwania pacjenta, głównie jego klatki piersiowej, serca i jamy brzusznej.
Wynalezienie stetoskopu przypisuje się francuskiemu lekarzowi René Théophile Hyacinthe Laennec (René Laennec) w 1816 roku. Pierwotnie była to słuchawka w postaci drewnianej, lejkowatej rurki z płaskim zakończeniem od strony usznej.
W 1840 brytyjski lekarz Golding Bird opublikował, uprzednio wypróbowany praktycznie, projekt stetoskopu z tubą połączoną za pomocą elastycznej rurki z pojedynczą wkładką douszną. W 1851 lekarz irlandzki Arthur Leared wynalazł stetoskop dwuuszny, a w 1852 George Cammann udoskonalił i przystosował tę konstrukcję do celów produkcji zarobkowej. W 1964 kardiolog David Littmann uzyskał patent na stetoskop wyposażony w membranę akustyczną wzmacniającą dźwięki. Tak ulepszony stetoskop, zwany stetoskopem membranowym, stosowany jest współcześnie w praktyce medycznej.
Inne zastosowania stetoskopu membranowego to wykrywanie lub badanie mechanizmów zegarowych, np. mechanicznych zegarowych zapalników bomb, mechanizmów zamków w skarbcach i sejfach. Istnieją również stetoskopy, gdzie membranę zastąpiono elementem sztywnym, służące do osłuchiwania pracujących głośnych mechanizmów – np. silników. W roli stetoskopu używa się też czasem stalowego pręta, np. w maszynowni.

## Ryzyko stosowania
Wykorzystanie stetoskopu w praktyce medycznej niesie ze sobą również pewne ryzyko, ponieważ może on być tzw. wektorem zakażeń. W jednym z badań, z próby 55 stetoskopów lekarzy pediatrów wyhodowano bakterie: w 54% był to gronkowiec złocisty (w 7% szczep MRSA). Przemywanie rąk i głowicy stetoskopu środkami dezynfekującymi znacząco zmniejsza ilość bakterii i tym samym ryzyko zakażenia pacjenta.

## Rodzaje stetoskopów
Stetoskopy akustyczne:
Stetoskop anestezjologiczny – słuchawki te charakteryzują się niską, jednostronną głowicą wyposażoną w membranę. Taka konstrukcja umożliwia wsunięcie głowicy pod obłożenie operacyjne operowanego pacjenta. Ponadto nadają się do pomiaru ciśnienia tętniczego.
Stetoskop internistyczny – pozwala osłuchać tony serca, szmery sercowe, szmery oddechowe nad polami płucnymi, zaburzenia ukrwienia tętnic udowych i szyjnych, umożliwia badania perystatyki jelitowej itp. Tego typu stetoskop dostępny jest również w wersjach: pediatrycznej oraz neonatalnej (noworodkowej) / niemowlęcej – w tych wypadkach membrana jest proporcjonalnie mniejsza, co umożliwia jej całkowite przyleganie do ciała małego pacjenta.
Stetoskop kardiologiczny – głowica słuchawki kardiologicznej jest z reguły cięższa, jej membrana ma większą średnicę, a sercówka, czyli lejek ma większą pojemność poduszki powietrznej. W tym typie słuchawek szczególnie starannie dobrane są proporcje pojemności kanałów akustycznych do pojemności poduszek pod membraną i sercówką. W stetoskopach kardiologicznych spotkamy bardzo często podwójny dren – dla każdego kanału słuchowego prowadzony jest indywidualny przewód, co poprawia przewodnictwo akustyczne. Lira najczęściej wyposażona jest w dodatkową sprężynę, która rozszerza strzałkę ugięcia sprężyny, tym samym poprawiając komfort pracy lekarza. Słuchawki kardiologiczne należą do najdroższych, gdyż producenci najczęściej wykorzystują w nich bardziej zaawansowane technologie i wyposażają w dodatkowe akcesoria. Bardzo ważne jest użycie jak najlepszych materiałów, z których zbudowany jest korpus. Gęstość materiału użytego do produkcji ma zasadnicze znaczenie w eliminowaniu zakłóceń zewnętrznych, dlatego przodujące firmy używają do produkcji stali szlachetnej.
Stetoskopy elektroniczne (cyfrowe):
Zastosowanie elektronicznego wzmocnienia dźwięku umożliwia usłyszenie najcichszych szmerów, co zwiększa możliwości diagnostyczne i pozwala na dalszą pracę lekarzom tracącym słuch. Ponadto dźwięki elektroniczne można zapisywać za pomocą specjalistycznego oprogramowania komputerowego – poszerza to w znacznym stopniu możliwości konsultacyjne, pozwala na wysyłanie plików dźwiękowych przez Internet. Stetoskop elektroniczny to znakomite narzędzie edukacyjne które daje możliwość osłuchiwania badania przez wielu konsultantów albo studentów. Systemy takie wykorzystywane są przez uczelnie medyczne.